# Bob Clark (lekkoatleta)
Bob Clark, Robert Hyatt Clark (ur. 28 stycznia 1913 w Covinie, w stanie Kalifornia, zm. 13 maja 1976 w Arcadii, w Kalifornii) – amerykański lekkoatleta, skoczek w dal i wieloboista, wicemistrz olimpijski z 1936.
Był mistrzem Stanów Zjednoczonych (AAU) w dziesięcioboju w 1934 i 1935, a także akademickim mistrzem USA (IC4A) w skoku w dal w 1934.
Na igrzyskach olimpijskich w 1936 w Berlinie wystąpił w dziesięcioboju i w skoku w dal. Zdobył srebrny medal w dziesięcioboju za swym rodakiem Glennem Morrisem, a przed innym Amerykaninem Jackiem Parkerem. W skoku w dal zajął 6. miejsce.
Rekordy życiowe:
| Konkurencja   | Data i miejsce             | Wynik    |
| ------------- | -------------------------- | -------- |
| skok w dal    | 26 czerwca 1936, Milwaukee | 7,91 m   |
| dziesięciobój | 7-8 sierpnia 1936, Berlin  | 7063 pkt |